# 번벌
번벌(일본어: 藩閥 한바츠[*]) 또는 메이지 과두제(일본어: 明治寡頭制, 영어: Meiji oligarchy)는 메이지 시대에 일본 제국 정부와 제국 육군·해군의 각 요직을 장악한 정치 세력을 가리키는 용어이다. "번벌"이라는 이름은 이들의 출신지가 사쓰마국·나가토국 (혹은 '조슈')·도사국·히젠국 지방에 있는 번(藩)들이기 때문이다.
이 중 지금의 야마구치현 서부에 해당하는 조슈(長州)와 지금의 가고시마현 서부에 해당하는 사쓰마(薩摩)에서 많은 내각총리대신을 배출하였다. 조슈 출신의 총리로는 이토 히로부미, 야마가타 아리토모, 가쓰라 다로, 전 조선총독 데라우치 마사타케, 다나카 기이치 등이 있으며, 사쓰마 출신의 총리로는 구로다 기요타카, 마쓰카타 마사요시, 야마모토 곤베에가 있다. 조슈와 사쓰마는 본디 적대적인 관계였으나 "삿초 동맹"을 결성해 도막운동을 전개했다. 하지만 메이지 시대에는 조슈벌이 일본 제국 육군의 각 요직을, 사쓰마벌이 일본 제국 해군의 각 요직을 장악하면서 서로 대립하게 되었고, 이로 인한 일본군 내 육군과 해군의 대립은 제2차 세계 대전 때까지 계속 이어지게 되었다.

## 같이 보기
- 메이지 유신